# Spjutkastning för damer i friidrott vid olympiska sommarspelen 1984
Spjutkastning för damer vid olympiska sommarspelen 1984 i Los Angeles avgjordes den 6 augusti.

## Medaljörer
| Gren          | Guld                             | Guld    | Silver                 | Silver  | Brons                             | Brons   |
| Spjutkastning | Tessa Sanderson · Storbritannien | 69,56 m | Tiina Lillak · Finland | 69,00 m | Fatima Whitbread · Storbritannien | 67,14 m |

## Resultat

### Kval

#### Grupp A
| Placering | Totalt | Spjutkastare             | Försök | Försök | Försök | Längd   | Noteringar |
| Placering | Totalt | Spjutkastare             | 1      | 2      | 3      | Längd   | Noteringar |
| --------- | ------ | ------------------------ | ------ | ------ | ------ | ------- | ---------- |
| 1         | 1      | Fatima Whitbread (GBR)   | X      | X      | 65,30  | 65,30 m |            |
| 2         | 2      | Tiina Lillak (FIN)       | 63,30  | —      | —      | 63,30 m |            |
| 3         | 7      | Karin Smith (USA)        | 61,38  | —      | —      | 61,38 m |            |
| 4         | 9      | Ingrid Thyssen (FRG)     | 60,86  | —      | —      | 60,86 m |            |
| 5         | 10     | Tuula Laaksalo (FIN)     | 59,64  | 60,42  | —      | 60,42 m |            |
| 6         | 11     | Petra Rivers (AUS)       | 54,28  | 59,12  | —      | 59,12 m |            |
| 7         | 14     | Emi Matsui (JPN)         | 55,92  | 57,72  | 55,94  | 57,72 m |            |
| 8         | 15     | Fausta Quintavalla (ITA) | 56,48  | 57,66  | 55,66  | 57,66 m |            |
| 9         | 17     | Agnès Tchuinté (CMR)     | 55,94  | X      | 51,86  | 55,94 m |            |
| 10        | 18     | Lynda Suffin (USA)       | 55,70  | 51,36  | 55,92  | 55,92 m |            |
| 11        | 21     | Lee Hui-Chen (TPE)       | 51,18  | 52,46  | 49,54  | 52,46 m |            |
| 12        | 22     | Íris Grönfeldt (ISL)     | 47,34  | 48,70  | 48,16  | 48,70 m |            |
| 13        | 23     | Jennifer Pace (MLT)      | 47,92  | X      | 47,68  | 47,92 m |            |

#### Grupp B
| Placering | Totalt | Spjutkastare          | Försök | Försök | Försök | Längd   | Noteringar |
| Placering | Totalt | Spjutkastare          | 1      | 2      | 3      | Längd   | Noteringar |
| --------- | ------ | --------------------- | ------ | ------ | ------ | ------- | ---------- |
| 1         | 3      | Trine Solberg (NOR)   | 62,68  | —      | —      | 62,68 m |            |
| 2         | 4      | Helena Laine (FIN)    | X      | 61,80  | —      | 61,80 m |            |
| 3         | 5      | Tessa Sanderson (GBR) | 61,58  | —      | —      | 61,58 m |            |
| 4         | 6      | Beate Peters (FRG)    | 61,56  | —      | —      | 61,56 m |            |
| 5         | 8      | Sharon Gibson (GBR)   | 60,88  | —      | —      | 60,88 m |            |
| 6         | 12     | Cathy Sulinski (USA)  | 54,32  | X      | 59,00  | 59,00 m |            |
| 10        | 13     | Regula Egger (SUI)    | 56,32  | 57,80  | 57,88  | 57,88 m |            |
| 10        | 16     | Minori Mori (JPN)     | 46,66  | 56,60  | X      | 56,60 m |            |
| 10        | 19     | Zhu Hongyang (CHN)    | 53,18  | 50,98  | X      | 53,18 m |            |
| 10        | 20     | Sonia Smith (BER)     | 51,48  | X      | 52,74  | 52,74 m |            |
| —         | —      | Anna Verouli (GRE)    | 57,72  | X      | 58,62  | DSQ     | [ 1 ]      |
| —         | —      | Iamo Launa (PNG)      | —      | —      | —      | DNS     |            |

1. ↑  Anna Verouli slutade sjua med 58,62 (192’4”) men diskvalificerades i efterhand då hennes dopingtest var positivt.

### Final
| Placering | Spjutkastare           | Försök | Försök | Försök | Försök | Försök | Försök | Längd   | Noteringar |
| Placering | Spjutkastare           | 1      | 2      | 3      | 4      | 5      | 6      | Längd   | Noteringar |
| --------- | ---------------------- | ------ | ------ | ------ | ------ | ------ | ------ | ------- | ---------- |
| 1         | Tessa Sanderson (GBR)  | 69,56  | 66,56  | 63,68  | 64,84  | 66,86  | 64,10  | 69,56 m | OR         |
| 2         | Tiina Lillak (FIN)     | 61,14  | 69,00  | X      | X      | X      | X      | 69,00 m |            |
| 3         | Fatima Whitbread (GBR) | 64,52  | 65,42  | X      | 65,82  | 67,14  | X      | 67,14 m |            |
| 4         | Tuula Laaksalo (FIN)   | 56,42  | 61,36  | X      | 66,40  | 59,64  | 65,72  | 66,40 m |            |
| 5         | Trine Solberg (NOR)    | 64,52  | 60,90  | X      | X      | X      | X      | 64,52 m |            |
| 6         | Ingrid Thyssen (FRG)   | 61,12  | 63,26  | 55,64  | 55,96  | 60,42  | 56,26  | 63,26 m |            |
| 7         | Beate Peters (FRG)     | 61,84  | 59,90  | X      | 61,24  | 57,98  | 62,34  | 62,34 m |            |
| 8         | Karin Smith (USA)      | 60,54  | X      | 55,92  | 59,14  | X      | 62,06  | 62,06 m |            |
|           |                        |        |        |        |        |        |        |         |            |
| 9         | Sharon Gibson (GBR)    | 54,96  | X      | 59,66  |        |        |        | 59,66 m |            |
| 10        | Cathy Sulinski (USA)   | 54,26  | 58,38  | X      |        |        |        | 58,38 m |            |
| 11        | Helena Laine (FIN)     | X      | X      | 58,18  |        |        |        | 58,18 m |            |
| 12        | Petra Rivers (AUS)     | 55,66  | 56,20  | X      |        |        |        | 56,20 m |            |